# Heinz Georg Wagner (Chemiker)
Heinz Georg Wagner oder Heinz-Georg Wagner (* 20. September 1928 in Hof (Saale); † 29. Juli 2020 in Göttingen) war ein deutscher Chemiker.

## Leben
Heinz Georg Wagner besuchte von 1938 bis 1948 die Oberschule in Hof, unterbrochen durch Kriegsdienst von 1944 bis 1945. Von 1948 bis 1953 studierte er an der TH Darmstadt Physik, Chemie und Mathematik. Er wurde 1956 zum Dr. rer. nat. promoviert. 1960 habilitierte er sich und war bis 1962 Dozent an der Universität Göttingen. 1961 hatte er ein Stipendium der National Foundation USA.

## Wirken
Heinz Georg Wagner war auf dem Gebiet der Physikalischen Chemie tätig. 1964 erhielt er einen Lehrstuhl an der Universität Bochum, 1970 wurde er Ordinarius für Physikalische Chemie an der Universität Göttingen.
Seit 1971 war er Direktor des physikalisch-chemischen Instituts der Universität Göttingen und Leiter der Abteilung „Reaktionskinetik“ sowie Mitglied des Direktoriums des Max-Planck-Instituts für Strömungsforschung in Göttingen. Er war seit 1988 Stellvertretender Präsident des Kuratoriums der Physikalisch-Technischen Bundesanstalt (PTB) Braunschweig und Berlin sowie Kurator der Bundesanstalt für Materialforschung und -prüfung (BAM) in Berlin. Er leistete entscheidende Beiträge auf dem Gebiet der Kinetik von Gas- und Verbrennungsreaktionen, vor allem unter dem Aspekt der Bildung von Ruß. Weitere Arbeitsgebiete waren die Untersuchung von Explosions- und Detonationsvorgängen und die Wirkungsweise von Trennkolonnen.
Wagner erhielt zahlreiche Preise (so 1963 den Fritz-Haber-Preis), Ehrungen (so 1972 die Bernard-Lewis-Medaille in Gold und 1982 die Achema-Plakette) und Ehrendoktorwürden, darunter die Ehrendoktorwürde der Universität Heidelberg und 1997 die DECHEMA-Medaille. Im Jahr 1970 wurde er Mitglied der Max-Planck-Gesellschaft, 1981 zum Mitglied der Leopoldina gewählt. Zudem war er Mitglied der International Academy of Astronautics. Weiterhin war er ab 1994 Mitglied der Academia Europaea und der Göttinger Akademie der Wissenschaften.
Darüber hinaus hat sich Heinz Georg Wagner große Verdienste um die Wissenschaftspolitik erworben, unter anderem war er ab 1983 lange Jahre Vizepräsident der Deutschen Forschungsgemeinschaft (DFG).